# Hudiksvall
Hudiksvall ist eine Stadt in der schwedischen Provinz Gävleborgs län und der historischen Provinz Hälsingland. Sie liegt etwa 120 Kilometer nördlich der Provinzhauptstadt Gävle an der Europastraße 4 und hat gut 16.000 Einwohner (2015). Hudiksvall ist Hauptort der Gemeinde Hudiksvall.

## Geschichte

Hafen von Hudiksvall

Hudiksvall ist nach Gävle die zweitälteste Stadt Norrlands und bekam 1582 die Stadtrechte von Johann III. verliehen. Aufgrund seines Hafens und des Stapelrechts wuchs die Stadt rasch und war um 1630 die zweitgrößte Stadt Norrlands. Doch der Verlust der vorteilhaften Handelsprivilegien 1836 führte zu einer langsamen Stagnation. 1721 wurde Hudiksvall von russischen Truppen niedergebrannt. Danach erholte sich die Stadt nur langsam. Erst in der zweiten Hälfte des 19. Jahrhunderts kam es wieder zu einem rascheren Aufschwung, als Hudiksvall sich zum wichtigsten Exporthafen Norrlands für Holzprodukte entwickelte. Nach einem Brand 1792 wurde der Stadtteil Fiskarstaden angelegt, heute eines der am besten bewahrten Stadtviertel dieser Zeit. Ein weiterer Großbrand in den 1870er Jahren zerstörte große Teile der Stadt, die in einem schachbrettartigen Grundriss wieder aufgebaut wurden. Aus dieser Zeit gibt es Stadtviertel mit einheitlicher Holzarchitektur. Auch eine Reihe von repräsentativen städtischen Bauten wurden errichtet.

## Wirtschaft
Hudiksvall ist traditionell eine Verwaltungs- und Schulstadt. Die Gemeinde und der Provinziallandtag Gävleborg sind die größten Arbeitgeber. Daneben spielt auch der industrielle Sektor mit Unternehmen wie Hiab Sverige AB, Huddig AB und Voith Turbo Safeset AB eine wichtige Rolle. Die Kabelfabrik von Ericsson Network Technologies AB mit 320 Mitarbeitern wurde im Dezember 2013 geschlossen. Nach einer Übernahme durch Hexatronic arbeiten dort nur noch etwa 85 Mitarbeiter.
Nördlich des Ortes liegt der Flugplatz Hudiksvall, an dem jedoch kein Flugbetrieb mehr stattfindet.

## Persönlichkeiten

### Söhne und Töchter der Stadt
- Albin Stark (1885–1960), Architekt
- Rut Bahlsen (Björkman, 1901–1988), Autorin
- Nils Ahrbom (1905–1997), Architekt
- Zilas Görling (1911–1960), Jazzmusiker
- Anna Hedborg (* 1944), Beamtin, Gewerkschafterin und Politikerin
- Hans Vestberg (* 1965), ehemaliger Vorstandsvorsitzender des Telekommunikationskonzerns Ericsson
- Tomas Brolin (* 1969), Fußballspieler
- Sofia Domeij (* 1976), Skilangläuferin und Biathletin
- Anna Hellman (* 1978), Snowboarderin
- Noomi Rapace (* 1979), Schauspielerin
- Daniel Rickardsson (* 1982), Skilangläufer
- Carolina Wikström (* 1993), Langstreckenläuferin
- Dino Islamovic (* 1994), montenegrinisch-schwedischer Fußballspieler

### Persönlichkeiten mit Bezug zur Stadt
- Olof Broman (1676–1750), schwedischer Arzt, Vikar und Rektor der Trivialschule Hudiksvall

## Bauwerke
In der Nähe von Hudiksvall befindet sich der Storbergsmasten, ein abgespannter Sendemast für UKW und TV, der eines der vier höchsten Bauwerke in Schweden ist.